# Munksunds pappersbruk
Munksunds pappersbruk är ett pappersföretag i Munksund i Piteå kommun. Företaget, som ingår i SCA-koncernen, tillverkar förpackningspapper/kraftliner med vitt eller brunt ytskikt för konsumentförpackningar och transportförpackningar.
Av gran och tall från norra Sverige tillverkas sulfatmassan, den viktigaste råvaran till brukets produkter. Därutöver används returpapper och biobränsle i processen. Cirka 300 anställda producerar totalt 400 000 ton papper per år.